# NGC 5018
NGC 5018 (другие обозначения — ESO 576-10, MCG -3-34-17, UGCA 335, IRAS13103-1915, PGC 45908) — эллиптическая галактика (E3) в созвездии Дева.
Этот объект входит в число перечисленных в оригинальной редакции «Нового общего каталога».
Галактика имеет большое невидимое гало.
В галактике вспыхнула сверхновая SN 2002dj типа Ia, её пиковая видимая звездная величина составила 17,0.